# Wings Hauser
Wings Hauser, właśc. Gerald Dwight Hauser (ur. 12 grudnia 1947 w Los Angeles, zm. 15 marca 2025 w Santa Monica) – amerykański aktor telewizyjny i filmowy, także reżyser i scenarzysta.

## Życiorys

### Wczesne lata
Urodził się w Hollywood, dzielnicy Los Angeles jako syn Geraldine (z domu Thienes) i aktora, reżysera i producenta filmowego Dwighta Hausera (1911–1969). Dorastał wraz z bratem Erichem, który został także aktorem.

### Kariera
W 1975 Hauser zrealizował album dla RCA Your Love Keeps Me Off the Streets. Z tej płyty zaczerpnął swój pseudonim z utworu Wings Livinryte. W 1977 roku po raz pierwszy zwrócił na siebie uwagę jako Greg Foster w operze mydlanej CBS Żar młodości (The Young and the Restless). Wystąpił potem w ponad cztedziestu serialach telewizyjnych, w tym Napisała: Morderstwo (1985, 1991, 1993, 1996), Beverly Hills, 90210 (1994–1996), Roseanne (1992, 1993) i Detektyw Monk (2006) jako juror. Rola kapitana Alvina Luthera Regency’ego w czarnej komedii Twardziele nie tańczą (Tough Guys Don't Dance, 1987) u boku Ryana O’Neala i Isabelli Rossellini przyniosła mu w 1988 nominację do Independent Spirit Awards.

### Śmierć
Przewlekła obturacyjna choroba płuc spowodowała pogorszenie stanu zdrowia Hausera, który w ostatnich latach życia musiał oddychać za pomocą butli tlenowych. Zmarł 15 marca 2025 w Santa Monica w wieku 77 lat.

## Filmografia

### Filmy fabularne
- 1967: Pierwszy do walki (First to Fight) jako Ragan
- 1978: Psi żołd (Who'll Stop the Rain) jako kierowca piechoty morskiej
- 1982: Obyczajówka (Vice Squad) jako Ramrod
- 1983: Niespotykane męstwo (Uncommon Valor) – scenariusz, producent wykonawczy
- 1984: Opowieści żołnierza (A Soldier's Story) jako porucznik Byrd
- 1984: Słodki rewanż (Sweet Revenge, TV) jako major Frank Hollins
- 1985: Długie, gorące lato (The Long, Hot Summer, TV) jako Wilson Mahood
- 2007: Anioł zemsty (Avenging Angel, TV) jako pułkownik Cusack

### Seriale TV
- 1976: Baretta jako Dave
- 1977: Żar młodości (The Young and the Restless) jako Greg Foster
- 1981: Magnum jako Nick Frangakis
- 1985: Napisała: Morderstwo (Murder, She Wrote) jako Carl
- 1985: Drużyna A (The A-Team) jako Kyle Ludwig / Jack 'The Ripper' Lane
- 1985: Hardcastle i McCormick (Hardcastle and McCormick) jako Arvin Lee
- 1985: Airwolf jako Harlan Jenkins
- 1991: Napisała: Morderstwo (Murder, She Wrote) jako Wallace Evans
- 1992: Młodzi jeźdźcy (The Young Riders)
- 1992: Roseanne jako Ty Tilden
- 1993: Napisała: Morderstwo (Murder, She Wrote) jako Sam Bennett
- 1993: Roseanne jako Ty Tilden
- 1994: Strażnik Teksasu (Walker, Texas Ranger) jako Wayland Hampton
- 1994–1996: Beverly Hills, 90210 jako J. Jay Jones
- 1995: Legendy Kung Fu (Kung Fu: The Legend Continues) jako Damon
- 1996: JAG jako J.D. Gold
- 1996: Napisała: Morderstwo (Murder, She Wrote) jako Howard Levering
- 2003: CSI: Kryminalne zagadki Miami jako Ron Elner
- 2003: Król koki (Kingpin) jako Doug Duffy
- 2005: Dr House (House) jako Michael
- 2005: Brygada ratunkowa jako Tommy Mack
- 2006: Detektyw Monk jako Cobb – Juror 4
- 2007: Dowody zbrodni jako Red Buckley '07
- 2007: Kości (Bones) jako Lenny Fitz
- 2010: Zabójcze umysły (Criminal Minds) jako szeryf Rhodes
- 2010: Żar młodości (The Young and the Restless) jako Greg Foster
- 2013: CSI: Kryminalne zagadki Las Vegas jako Tony Lash
- 2015: Hawaii Five-0 jako Walter Russell